# Mistrzostwa Europy w Lekkoatletyce 1969 – bieg na 800 m kobiet

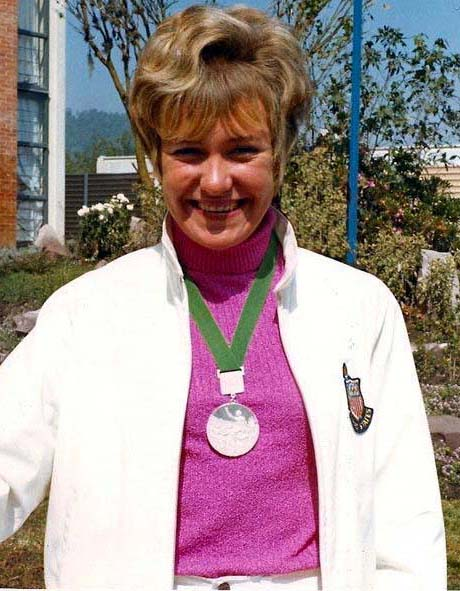
Lillian Board

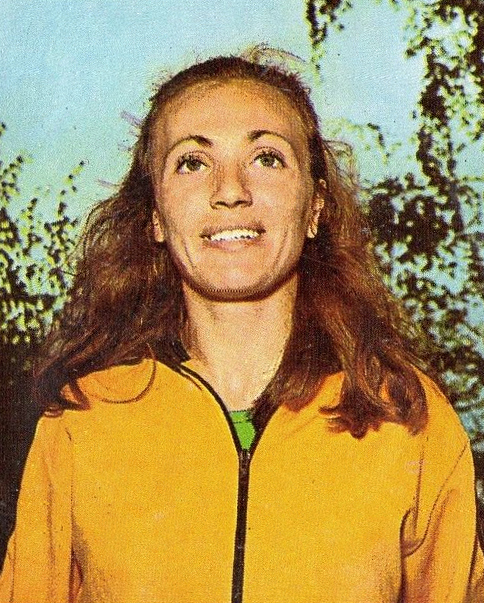
Vera Nikolić

Bieg na dystansie 800 metrów kobiet był jedną z konkurencji rozgrywanych podczas IX Mistrzostw Europy w Atenach. Biegi eliminacyjne zostały rozegrane 16 września, a bieg finałowy 18 września 1969 roku. Zwyciężczynią tej konkurencji została reprezentantka Wielkiej Brytanii Lillian Board. W rywalizacji wzięło udział piętnaście zawodniczek z trzynastu reprezentacji.

## Rekordy
| Rekord świata     | Vera Nikolić (YUG) | 2:00,5 | Londyn, Wielka Brytania | 20.07.1968 |
| Rekord Europy     | Vera Nikolić (YUG) | 2:00,5 | Londyn, Wielka Brytania | 20.07.1968 |
| Rekord mistrzostw | Gerda Kraan (NED)  | 2:02,8 | Belgrad, Jugosławia     | 16.09.1962 |
| Rekord mistrzostw | Vera Nikolić (YUG) | 2:02,8 | Budapeszt, Węgry        | 04.09.1966 |

## Wyniki

### Eliminacje
Bieg 1
| Miejsce | Zawodniczka        | Czas   | Uwagi |
| ------- | ------------------ | ------ | ----- |
| 1       | Ileana Silai       | 2:05,0 | Q     |
| 2       | Anne-Marie Nenzell | 2:06,0 | Q     |
| 3       | Gertrud Schmidt    | 2:06,0 |       |
| 4       | Zofia Kołakowska   | 2:07,1 |       |
| 5       | Britt Ramstad      | 2:07,4 |       |
| 6       | Neşe Karatepe      | 2:18,8 |       |

Bieg 2
| Miejsce | Zawodniczka        | Czas   | Uwagi |
| ------- | ------------------ | ------ | ----- |
| 1       | Vera Nikolić       | 2:04,2 | Q     |
| 2       | Pat Lowe           | 2:05,9 | Q     |
| 3       | Milda Kade         | 2:06,7 |       |
| 4       | Maryvonne Dupureur | 2:09,6 |       |
| 5       | María Budavári     | 2:10,7 |       |

Bieg 3
| Miejsce | Zawodniczka          | Czas   | Uwagi |
| ------- | -------------------- | ------ | ----- |
| 1       | Lillian Board        | 2:04,2 | Q     |
| 2       | Annelise Damm Olesen | 2:04,5 | Q     |
| 3       | Ilja Keizer          | 2:04,8 | q     |
| 4       | Barbara Wieck        | 2:05,4 | q     |

### Finał
| Miejsce | Zawodniczka          | Czas    | Uwagi |
| ------- | -------------------- | ------- | ----- |
| 1       | Lillian Board        | 2:01,50 | CR    |
| 2       | Annelise Damm Olesen | 2:02,6  | NR    |
| 3       | Vera Nikolić         | 2:02,6  |       |
| 4       | Barbara Wieck        | 2:02,7  |       |
| 5       | Ileana Silai         | 2:03,0  |       |
| 6       | Pat Lowe             | 2:03,4  |       |
| 7       | Anne-Marie Nenzell   | 2:05,2  |       |
| 8       | Ilja Keizer          | 2:05,2  |       |